# Olgiate Molgora
Olgiate Molgora (lombardul: Ulgiaa) település Olaszországban, Lombardia régióban, Lecco megyében. Lakosainak száma 6277 fő (2023. január 1.). Olgiate Molgora Airuno, Brivio, Calco, Colle Brianza, Merate, Montevecchia, La Valletta Brianza, Santa Maria Hoè és Cernusco Lombardone községekkel határos.

## Népesség
A település lakossága az elmúlt években az alábbi módon változott:
| Lakosok száma | 6473 | 6461 | 6277 | 6324 |
|               | 2017 | 2018 | 2023 | 2025 |